# Glacier Express

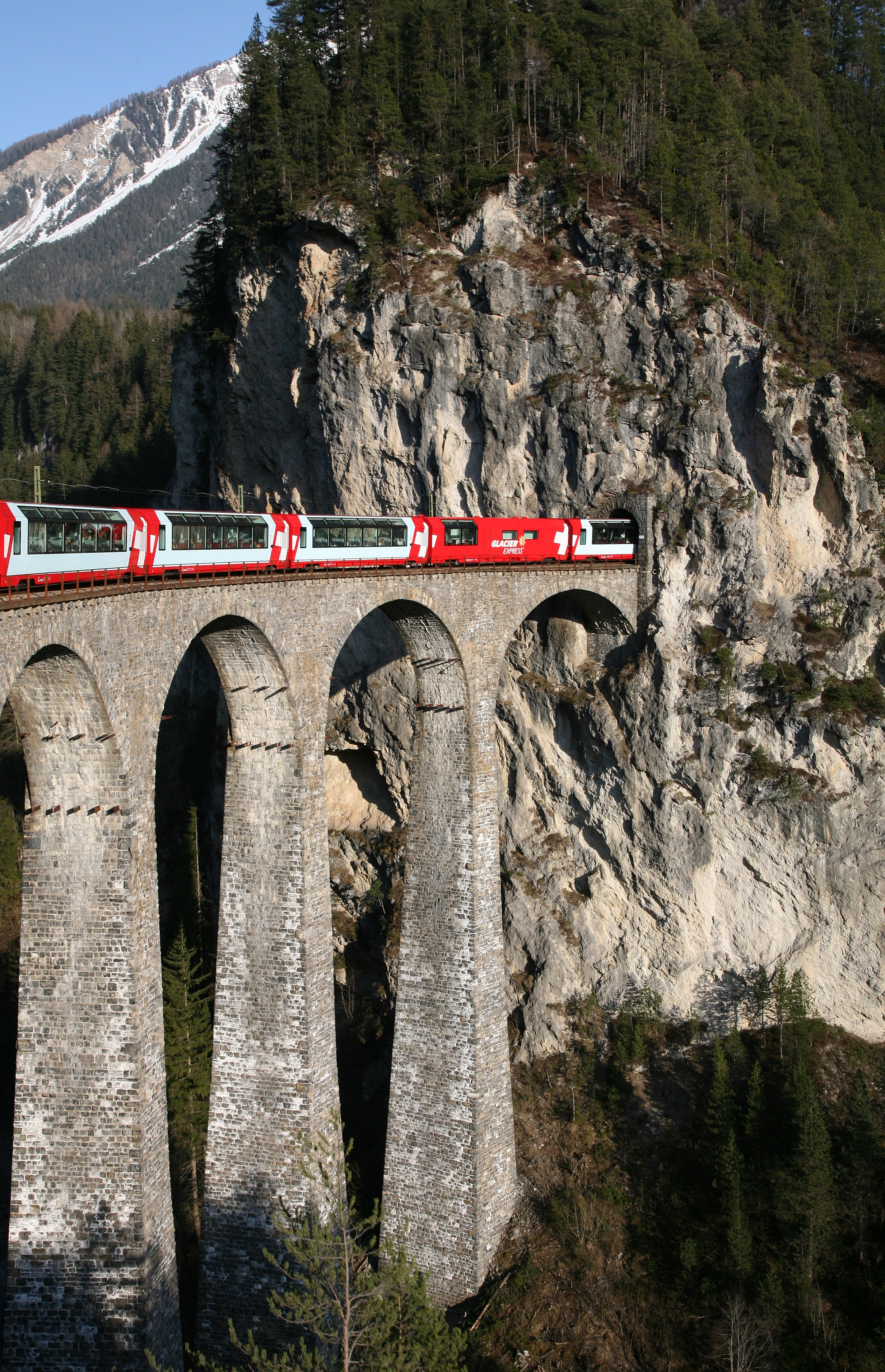
El Glacier Express pasa por el viaducto sobre el río Landwasser. Se pueden apreciar los vagones panorámicos.

El Glacier Express es un tren turístico en Suiza que, desde 1930, une St. Moritz con Coira, Disentis/Mustér, Andermatt, Brig, Visp y termina en Zermatt en el cantón suizo de Valais. Durante el verano también circula un tren a la inversa que une Zermatt con Davos.
El primer Glacier Express partió el 25 de junio de 1930 a las 07.30 horas con 70 pasajeros de Zermatt y llegó a St. Moritz casi 11 horas después. El tren es conocido asimismo como el "expreso más lento del mundo". Durante 7 horas y media, el tren pasa por 291 puentes, 91 túneles y por el puerto de montaña Oberalp a 2033 metros sobre el nivel del mar.
Hasta 1981, el Glacier Express circuló por el túnel Furka-Scheitel (túnel de la cumbre del Furka) a unos 2162 msm. El tramo entre Oberwald y Realp sólo se podía circular durante 4 meses en verano, debido a las grandes nevadas y subsecuentes avalanchas que amenazaban la zona, por lo que el resto del año no operaba el Glacier Express. Fue este tramo precisamente el que le dio el nombre al tren, puesto que era posible observar el glaciar del Ródano desde el tren, durante la bajada de Muttbach-Belvédère a Gletsch y vuelta.
En 1982 se inauguró el túnel de base del Furka, lo cual hizo posible que el Glacier Express circulase todo el año. El tramo por el pie del glaciar y por la cumbre del paso del Furka es ahora operado por un tren de época a vapor, el Dampfbahn Furka-Bergstrecke.
El tren ofrece a los pasajeros coches de tipo panorámico, que consisten en coches de viajeros con amplios ventanales para poder apreciar mejor los paisajes del recorrido. Los turistas reciben al inicio del viaje unos auriculares, los cuales se conectan a enchufes en los asientos para poder escuchar audio con información histórica y descriptiva de los lugares que se recorren. Esta información está disponible en seis idiomas: alemán, inglés, francés, japonés, mandarín e italiano. Muchas personas están pidiendo que exista también en español. En el tren, los pasajeros pueden pedir almuerzo y bebidas, los cuales son preparados en el coche restaurante de cada tren, y son servidos directamente en las mesas de los pasajeros.

## Literatura
- Hans Eckart Rübesamen, Iris Kürschner: Glacier Express. Sankt Moritz - Zermatt. Die Traumreise im langsamsten Schnellzug der Welt. Verlag Berg und Tal München 2006, ISBN 3-939499-01-3
- Robert Bösch (Photos), Iso Camartin, Paul Caminada (Texte): Glacier Express. Die Welt des Glacier Express, AS-Verl., Zürich, ISBN 3-909111-12-2 (zweisprachig, dt.-engl. Ausg.)
- Paul Caminada: Der Glacier Express, Desertina Verlag, 1985, ISBN 3-85637-058-7
- Klaus Fader: Glacier-Express, Franckh-Kosmos, Stuttgart, 2000, ISBN 3-440-07799-3
- Ronald Gohl: Der Glacier-Express. Rund um den langsamsten Schnellzug der Welt, Geramond, München, 2000, ISBN 3-932785-92-4
- Georg Schwach: Die Entdeckung der Langsamkeit In: Eisenbahn Geschichte 25 (Dezember 2007 / Januar 2008), S. 52 - 59. [Kritische Anmerkungen zum Wahrheitsgehalt in Texten zur Vermarktung des Zuges]
- Hans Schweers: Glacier-Express. Der langsamste Schnellzug der Welt, Verl. Schweers & Wahl, 1991, ISBN 3-921679-63-X
- Glacier Express - Bernina Epress - eine Entdeckungsreise durch die Alpen, Achim + Ingrid Walder, Walder-Verlag, 2006, ISBN 3-936575-29-0